# Papratna
Papratna (cyr. Папратна) – wieś w Serbii, w okręgu zajeczarskim, w gminie Knjaževac. W 2011 roku liczyła 5 mieszkańców.